# Fenjie Zhou
Fenjie Zhou är en ö i Kina. Den ligger i provinsen Hainan, i den södra delen av landet, omkring 160 kilometer söder om provinshuvudstaden Haikou. Arean är 0,46 kvadratkilometer.
Den sträcker sig 1,0 kilometer i nord-sydlig riktning, och 0,9 kilometer i öst-västlig riktning.
Genomsnittlig årsnederbörd är 2 185 millimeter. Den regnigaste månaden är september, med i genomsnitt 364 mm nederbörd, och den torraste är januari, med 20 mm nederbörd.